# Shaman (attrazione)
Shaman, precedentemente chiamata Magic Mountain, è una montagna russa del parco divertimenti italiano di Gardaland. Rappresenta la prima montagna russa fissa costruita in Italia, prodotta e installata nel 1985 dall'azienda olandese Vekoma. Questo modello di ottovolante, dal nome ufficiale di MK-1200 (variante Double Loop Corkscrew), ha altri tre esemplari nel resto d'Europa.

## Storia
Costruita tra il 1984 e il 1985, andava a completare un'area in cui, nello stesso periodo, era stata inaugurata l'attrazione Colorado Boat. Magic Mountain era un'attrazione unica nel suo genere in Italia e grande fonte di richiamo per i visitatori. Fino al 1998 il percorso era colorato di bianco, la struttura ed i pali di sostegno erano di colore verde chiaro ed i vagoni dei treni di colore viola scuro con delle strisce bianche. Al di sotto dell'attrazione venne creato un laghetto artificiale con ai bordi cascatelle, rigoli d'acqua ed una considerevole vegetazione come alberi, cespugli e molti fiori. Questi ultimi, nel primo decennio del 2000, sono stati piantati con griglie e zolle di terra su alcuni pali dell'attrazione. Nel 1998 il tracciato venne ricolorato e reso più mimetico con la natura utilizzando un verde chiaro anche per i binari e i treni vennero ricolorati di giallo con strisce verdi. Sotto l'elica, sul laghetto, appaiono alcune fontane.
Un ulteriore cambiamento si verifica nel 2005 quando viene costruita la novità di quell'anno, Sequoia Adventure (poi nota come Sequoia Magic Loop ed ora sostituita con Wolf Legend), un'attrazione della rara tipologia Screaming Squirrel posizionata proprio all'interno del tracciato di Magic Mountain. Per questa, in seguito, sarà inserita della corteccia finta sui supporti di Magic Mountain nelle vicinanze, per riallacciarsi meglio alla tematizzazione dell'attrazione stessa.
Nel 2009, in occasione dei 25 anni di attività della montagna russa, era previsto un ipotetico intervento di tematizzazione che avrebbe riguardato il mostro bigfoot, ma vennero soltanto sostituiti i treni, cambiando completamente design, dal color marrone e con protezioni più ergonomiche e confortevoli.
Nel 2010 vengono inseriti degli sponsor adesivi sui treni dell'ottovolante di brand quali Coca Cola, Fanta e Sprite, rendendoli più colorati. 
Nel 2015 il colore del percorso subisce un altro cambiamento passando da un verde chiaro a un verde acceso, sia per il binario che per i supporti.
Nel 2017 l'attrazione subisce un restyling chiamandosi Shaman, furono aggiunti visori che sfruttavano la tecnologia della realtà virtuale e fu introdotta una nuova tematizzazione ispirata ai riti sciamanici dei nativi americani, collegandola tematicamente alle vicine Colorado Boat e Sequoia Adventure, che costituiscono l'area tematica dell'America. Nel visore ci si immergeva in un personaggio che, nella sezione di tracciato corrispondente alla rampa iniziale, scalava una montagna, per arrivare poi a sconfiggere un antagonista. 
Purtroppo, per vari problemi di sincronia con il percorso, i visori durarono pochi mesi in quanto vennero rimossi a dicembre.
Nel 2018, con l'inizio della nuova stagione, la realtà virtuale non venne re-implementata, fu però mantenuto lo stesso il nome Shaman e la tematizzazione data.
Nel 2021, vista l’età del coaster, venne deciso di effettuare il retracking, ovvero la completa sostituzioni dei vecchi binari con nuovi. L'operazione fu fatta senza interpellare Vekoma facendo realizzare il nuovo tracciato dalla ditta Ocem di Monselice. La salita e i piloni, invece, non furono oggetto della ristrutturazione e perciò non furono sostituiti.
Così facendo il tracciato tornò fluido ad esclusione di un pezzo critico: dopo i 2 avvitamenti, prima dell’elica finale, il binario, realizzato male, provocava agli ospiti un fortissimo colpo alla testa.
Dopo i tentativi invani di sistemare il tracciato, nel 2024 si decise di interpellare la casa madre dell'attrazione, Vekoma, per sostituire la porzione di binario fallato. Dopo la sostituzione da parte della stessa, l'attrazione risulterà completamente fluida. Successivamente verranno sostituiti anche i freni dei treni, passando da quelli pneumatici a quelli magnetici, rendendo così la frenata più dolce.

## Descrizione
L'attrazione raggiunge un'altezza massima di 30m. I treni raggiungono una velocità di 70km/h, e una forza G di 3.5G. 
Il tracciato comprende un pre-discesa, una curva di circa 180º, seguita da discesa di 25 metri, un "killer loop" (doppio giro della morte), una piccola air time hill, due  avvitamenti e un'elica finale di 360º, che porta alla zona di frenata poco prima della stazione.

## Restauri
- 1999: i treni cambiano colore: da viola scuro e strisce bianche al giallo con strisce verdi.
- 2009: i treni vengono cambiati con una versione moderna e più comoda e con il cambio di colore, da giallo e strisce verdi a marroni.
- 2015: il tracciato e i sostegni vengono interamente ricolorati con un verde acceso.
- 2017: l'esperienza viene riqualificata con l'aggiunta di visori 3D e ritematizzazione ispirata all'America dei nativi americani e ai loro riti sciamanici.
- 2018: viene rimossa la realtà virtuale.
- 2021: il percorso dell'attrazione viene sostituito con nuove rotaie e parti meccaniche, ma lasciando comunque invariato il tracciato. Dopo la sostituzione delle rotaie, un pezzo di queste risulta errato, e per colpa di quel pezzo dopo il secondo avvitamento i passeggeri prendono una botta a destra sul collo/testa. Per attenuare la botta sulle protezioni dei treni sono stati installati dei cuscini.
- 2024: in seguito alla costruzione di Wolf Legend i vecchi freni vengono sostituiti con dei nuovi freni magnetici e il pezzo di tracciato difettoso viene sostituito con uno nuovo. Viene ricolorato il fondo del laghetto artificiale presente sotto l'attrazione.

## Galleria d'immagini

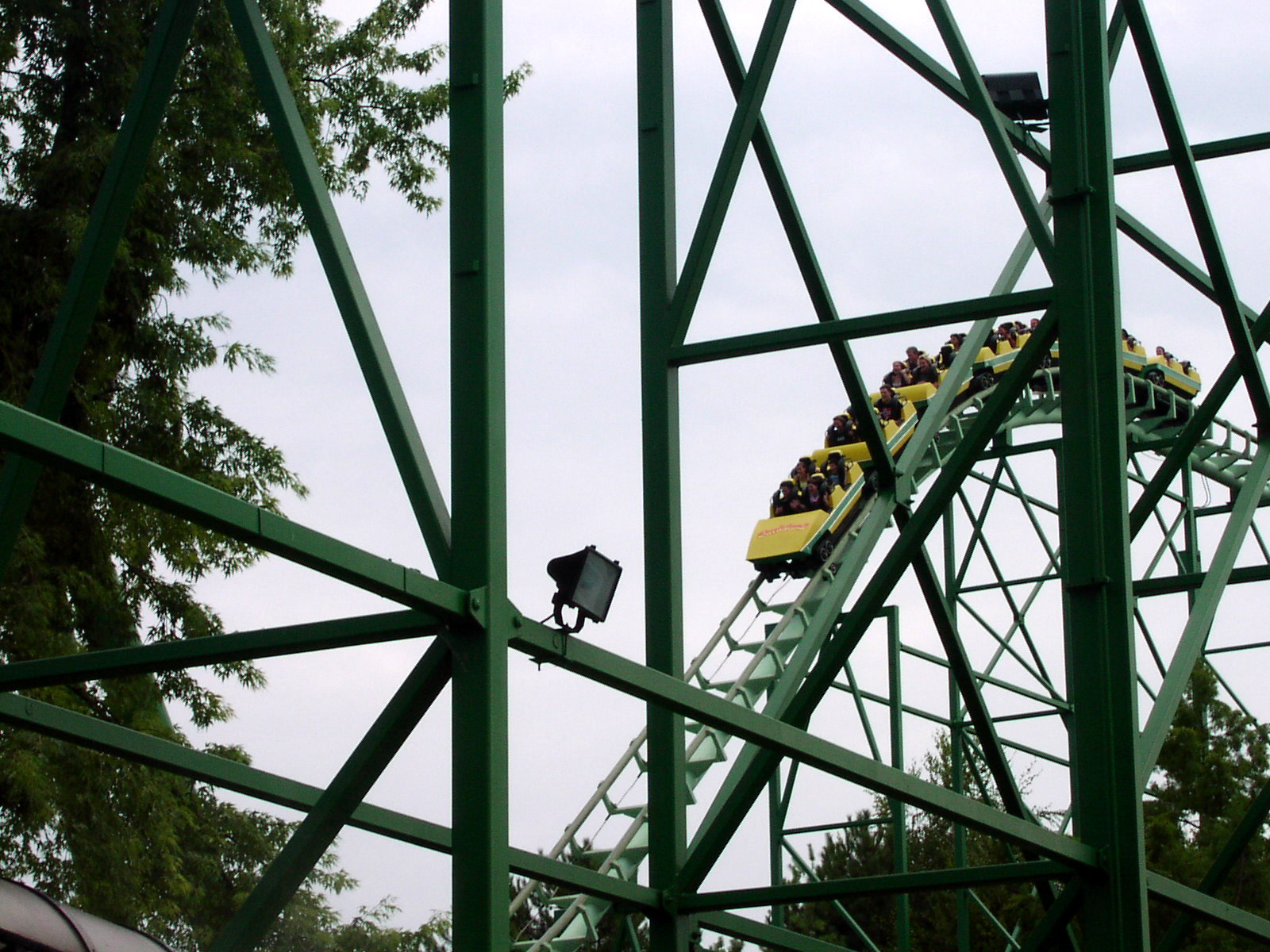
La ex Magic Mountain
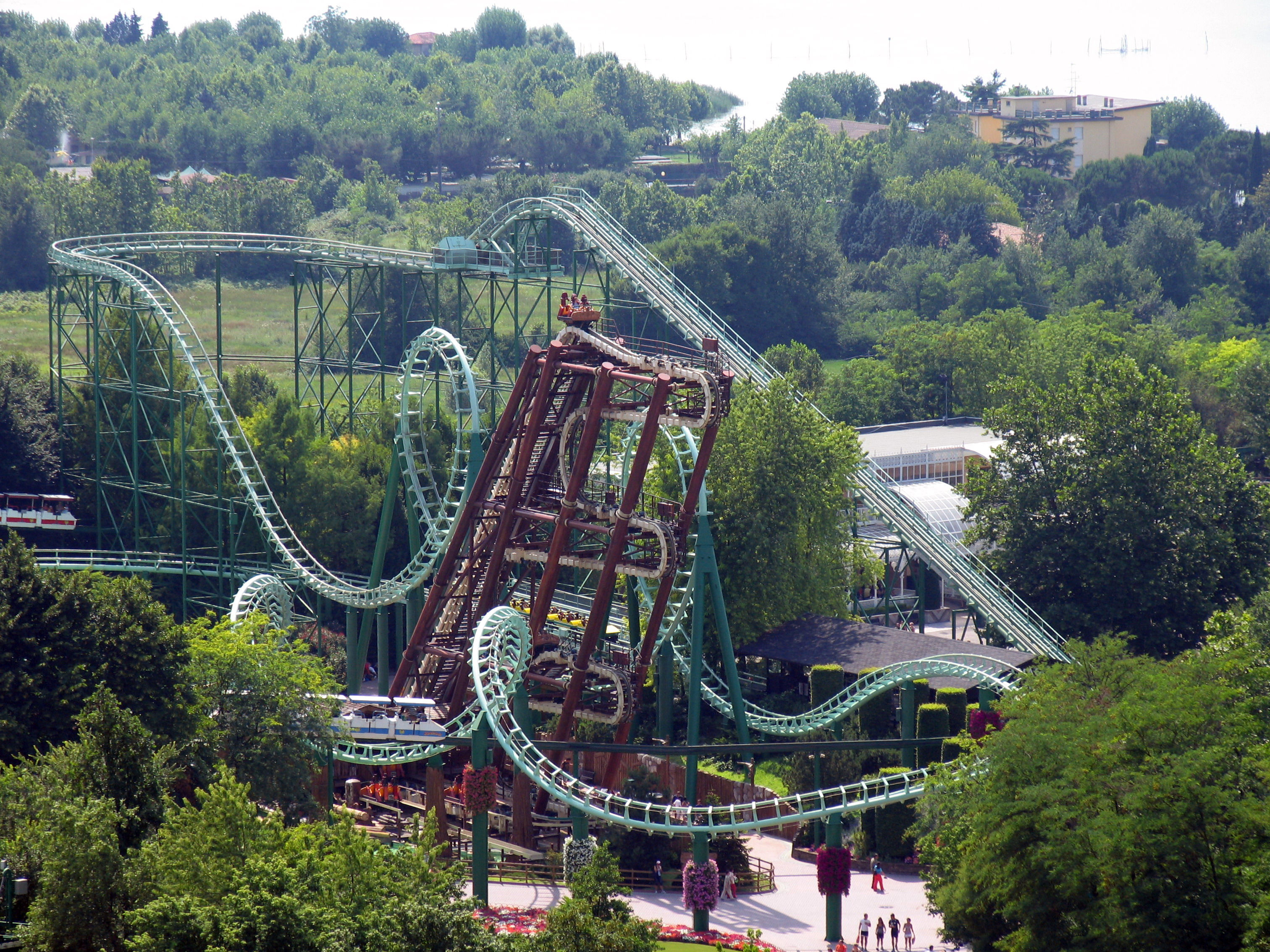
La ex Magic Mountain (1984) e Sequoia Adventure (2005)
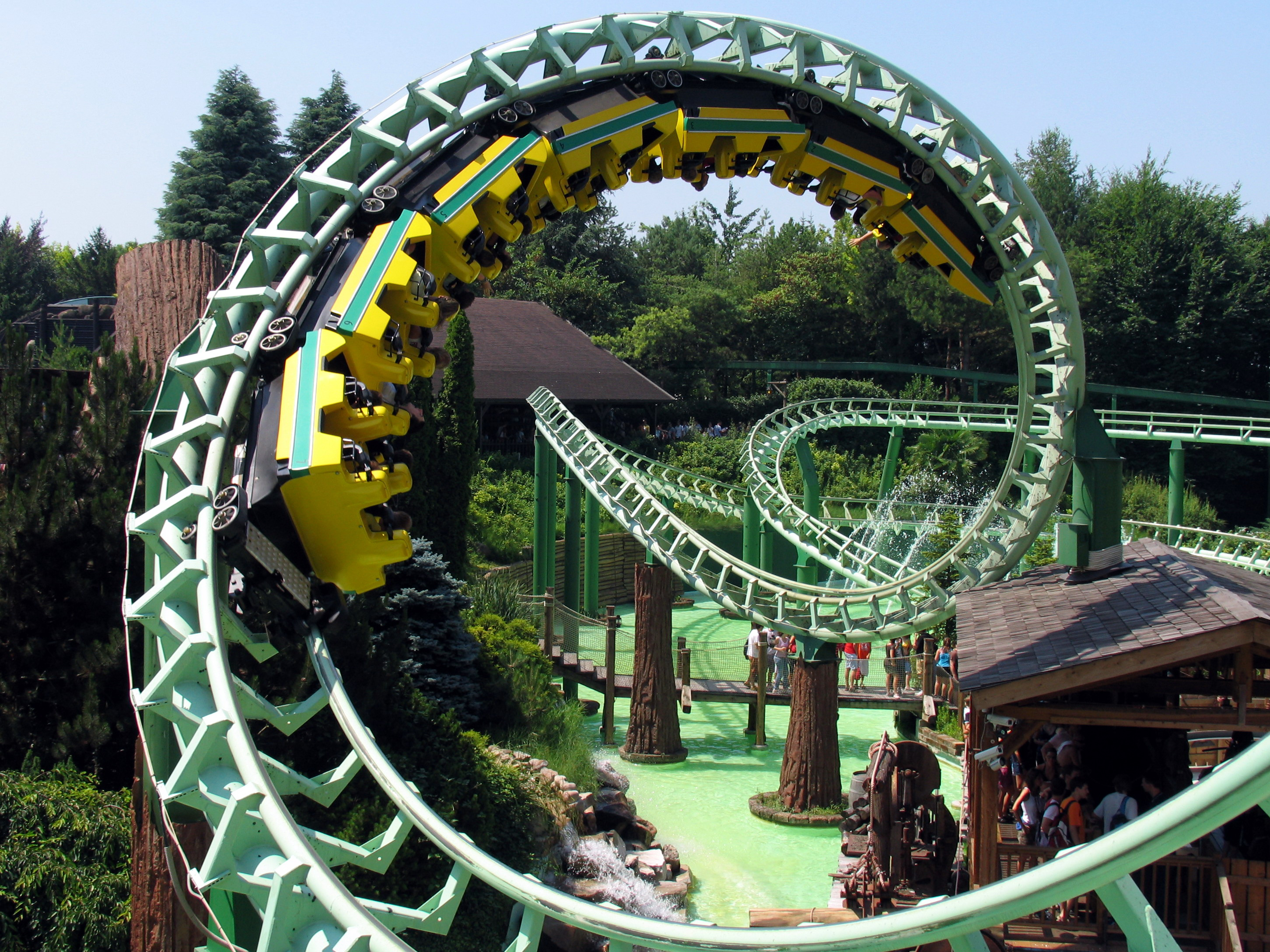
La ex Magic Mountain vista dalla monorotaia
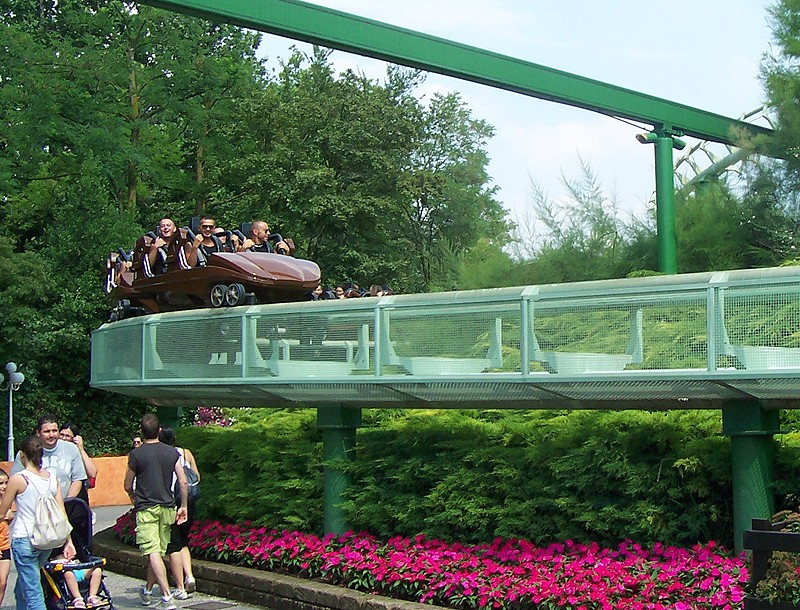
I nuovi treni (2009)